# Pogodba o nerazkritju informacij
Pogodba o nerazkritju informacij je pogodba, s katero stranki vzpostavita dolžnost varovanja tajnosti določenih informacij, ki so med njima zaupana.
Pogodba lahko vsebuje določilo, s katerim se stranki prepove uporabo informacij v lastno ali tujo korist.

## Predmet
Dogovorjeno je lahko splošno varovanje vseh izmenjanih informacij ali točno določenih dejstev. Najpogosteje gre za informacije v zvezi s poslovanjem, podatke o cenah in kupcih, vsebine patentnih aplikacij ali v splošnem za vse informacije, ki jih je mogoče uporabiti v tržne namene.
Proti dobrim poslovnim običajem bi bilo, da bi bil predmet informacija, znana javnosti in informacija, ki jo zavezanec pridobi od tretje osebe.

## Stranke
Stranka, ki zahteva varovanje je upravičenec, nasprotna stranka je zavezanec. Največkrat bo zavezanec zunanji sodelavec ali outsourcing podjetje. 
Pogodba lahko učinkuje enostransko ali vzajemno. V tem primeru sta do varovanja svojih informacij upravičeni obe stranki.
Dobra praksa je, da je upravičenec družba in da se pravni akt sestavi tako, da se v razmerje pritegne zakonodaja in sodna praksa s področja varovanja poslovne skrivnosti.

## Uporaba
Pogodbe o nerazkritju informacij so nujnost v gospodarskih odnosih, kjer se pojavlja intelektualna lastnina. Prav tako so sestavni del poslovanja visokotehnoloških in zagonskih podjetij.
V praksi je najpogostejša uporaba kot razširitev podjemne pogodbe. Tekom pogajanj o delu naročnik od podjemnika zahteva podpis PNI (angleško NDA). Ko podjemnik podpiše, mu naročnik zaupa zadevne informacije, ki jih podjemnik potem uporabi pri svojem delu.
Delavec s pogodbo o zaposlitvi je po zakonu dolžan varovati poslovne skrivnosti, zato razkritje občutljivih informacij brez vnaprejšnjega dogovora ne predstavlja tako velike nevarnosti kot pri podjemni pogodbi.

## Zakonska ureditev
Slovenska zakonodaja ureja poslovno skrivnost v:
- ZGD-1[1] (čl. 39 in 40),
- ZDR[2] (čl. 36),
- OZ[3] (čl. 817) in
- KZ-1[4] (čl. 236).